# Отидея ослиная
Оти́дея осли́ная (лат. Otidea onotica) — вид грибов, входящий в род Отидея (Otidea) семейства Пиронемовые (Pyronemataceae).

## Описание

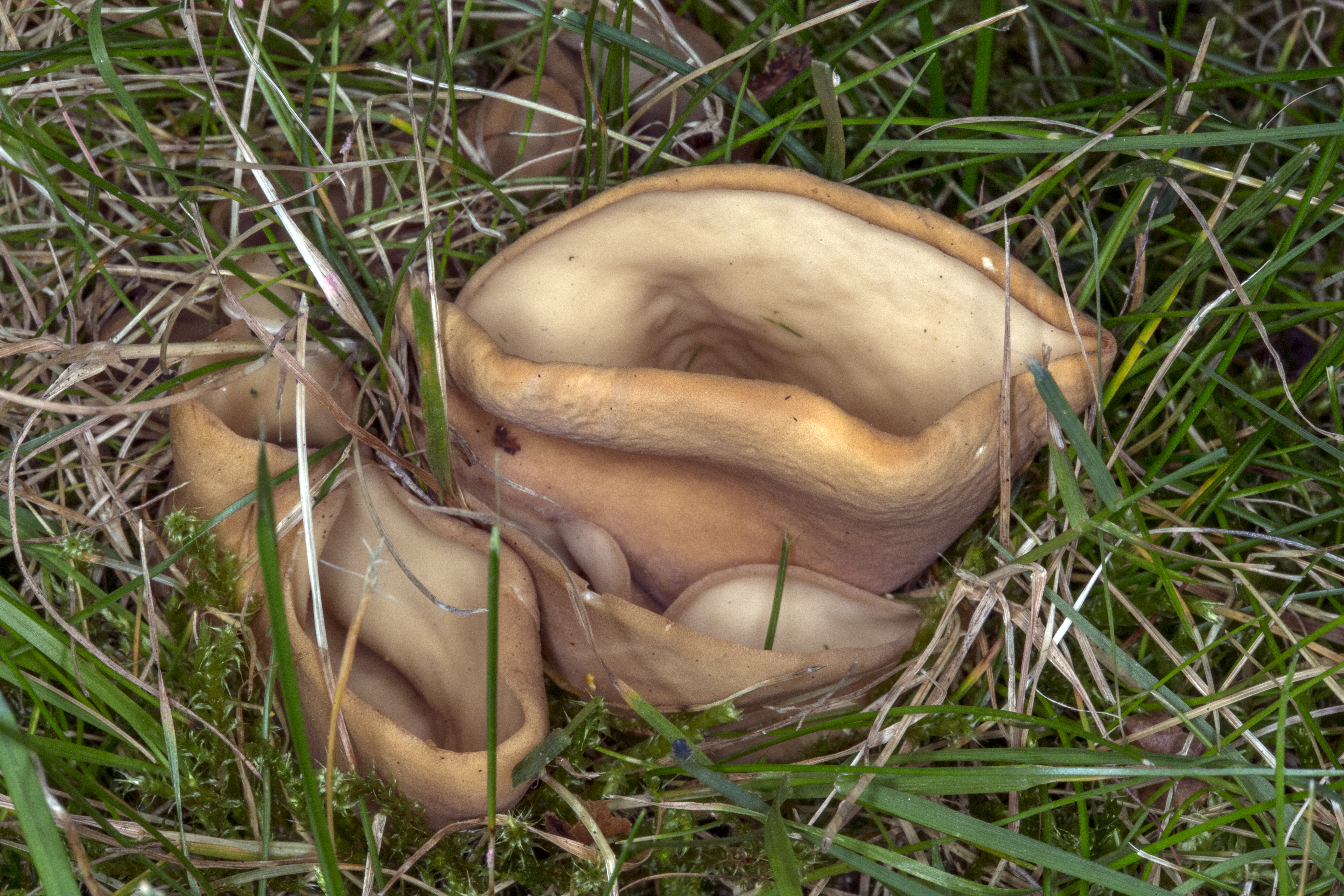

Боковой прямостоячий чашевидный (уховидный) дискомицет. Плодовое тело 2—6 см в поперечнике, до 10 см в высоту, в виде уховидной чаши, приросшей не к центру, а к боковой части. Внутренняя спороносная поверхность (гименофор) тёмно-оранжевого или охристо-жёлтого цвета, часто с розоватым оттенком, гладкая. Внешняя стерильная поверхность лишена розоватого оттенка, однако не светлее внутренней. Ложная ножка выражена слабо, со вросшими кусочками субстрата, бледнее самой «чаши».
Мякоть крепкая, хрупкая, без особого вкуса и запаха.
Споры белые в массе, 10—13×5—8 мкм, эллиптической формы, гладкие, с двумя капельками. Аски до 250×10 мкм, неамилоидные, цилиндрические, с амилоидными концами. Парафизы с изогнутыми концами.
Съедобный гриб низкого качества, не обладает особым вкусом и ароматом, тонкомясист.

### Сходные виды
Отидея — один из родов грибов, определение видов которого без микроскопирования затруднительно.
- Otidea leporina (Batsch) Fuckel, 1870 — Отидея заячья произрастает в основном в хвойных лесах, окрашена в бледно-жёлто-коричневые тона, не имеет розоватого оттенка. Споры 12—15×6—8 мкм, эллиптические, гладкие, с двумя капельками-гуттулами, парафизы с сильно изогнутыми концами.
- Otidea unicisa (Peck) Harmaja, 1986 часто принимается за отидею ослиную или заячью. Форма плодовых тел этого вида скорее не уховидная, а как бы «обрезанная», не заострённая кверху. Это — единственный вид рода с орнаментированными спорами, их размеры — 14—17×6—7 мкм.
- Otidea tuomikoskii Harmaja, 1976 произрастает в основном под пихтой. Плодовые тела уховидной формы, с заметно шиповатой стерильной поверхностью. Споры 8,5—11×5—6 мкм.

## Экология и ареал
Широко распространена в Европе и Северной Америке, встречается не очень часто. Произрастает одиночно или группами, часто тесными, на земле, во мху или среди гниющей древесины, в основном в лиственных лесах, осенью.

## Синонимы
- Aleuria abietina (Pers.) Gillet, 1881
- Discina abietina (Pers.) Rehm, 1894
- Otidea abietina (Pers.) Fuckel, 1870
- Otidea abietina var. nigra Rick, 1898
- Peziza abietina Pers., 1794
- Peziza abietina subsp. porosa (Pers.) Pers., 1822
- Peziza abietina var. rubiginosa Pers., 1822
- Peziza leporina Sowerby, 1797, nom. illeg.
- Peziza onotica Pers., 1801basionym
- Peziza porosa Pers., 1801
- Pseudotis abietina (Pers.) Boud., 1907
- Pseudotis abietina var. nigra (Rick) Boud., 1907
- Scodellina onotica (Pers.) Gray, 1821